# Elaphoglossum angulatum
Elaphoglossum angulatum là một loài thực vật có mạch trong họ Lomariopsidaceae. Loài này được (Blume) T. Moore mô tả khoa học đầu tiên năm 1857.